# Alice's Day at Sea
Alice's Day at Sea é um curta-metragem de animação produzido nos Estados Unidos, dirigido por Walt Disney e lançado em 1924.